# Filexilia azorica
Filexilia azorica är en kräftdjursart som beskrevs av Conroy-Dalton och Rony Huys 1997. Filexilia azorica ingår i släktet Filexilia och familjen Ameiridae. Inga underarter finns listade i Catalogue of Life.